# East Sandwich (Massachusetts)
East Sandwich es un lugar designado por el censo ubicado en el condado de Barnstable en el estado estadounidense de Massachusetts. En el Censo de 2010 tenía una población de 3.940 habitantes y una densidad poblacional de 201,06 personas por km².

## Geografía
East Sandwich se encuentra ubicado en las coordenadas 41°44′3″N 70°25′51″O / 41.73417, -70.43083. Según la Oficina del Censo de los Estados Unidos, East Sandwich tiene una superficie total de 19.6 km², de la cual 19.27 km² corresponden a tierra firme y (1.68%) 0.33 km² es agua.

## Demografía
Según el censo de 2010, había 3.940 personas residiendo en East Sandwich. La densidad de población era de 201,06 hab./km². De los 3.940 habitantes, East Sandwich estaba compuesto por el 97.94% blancos, el 0.23% eran afroamericanos, el 0.1% eran amerindios, el 0.69% eran asiáticos, el 0% eran isleños del Pacífico, el 0.13% eran de otras razas y el 0.91% pertenecían a dos o más razas. Del total de la población el 1.09% eran hispanos o latinos de cualquier raza.